# Rudolf Tomášek
Rudolf Tomášek (* 11. srpna 1937 Karlovy Vary) je bývalý československý sportovec, atlet, který se specializoval na skok o tyči.
Reprezentoval na letních olympijských hrách v Římě 1960, kde jako první československý tyčkař v historii překonal 450 cm. Celkově skončil ve finále na osmém místě. V roce 1962 v Bělehradě vybojoval na mistrovství Evropy stříbrnou medaili (460 cm). V témž roce se stal historicky prvním vítězem ankety Atlet roku. O dva roky později na olympiádě v Tokiu obsadil ve finále výkonem 490 cm šesté místo.
V roce 1966 získal v Dortmundu stříbrnou medaili na prvním ročníku Evropských halových her (předchůdce Halového mistrovství Evropy). 3. září 1964 v norském Oslo se mu podařilo překonat jako prvnímu tyčkaři v Československu pětimetrovou hranici.